# Upplands runinskrifter Fv1968;278A
Upplands runinskrifter Fv1968;278A är ett vikingatida runstensfragment av sandsten som hittades 1967 vid en utgrävning i kyrkoruinen "Flasta mur", Skoklosters socken och Håbo kommun. Fragmentets storlek är 25 gånger 14 centimeter. Runhöjden är 5 centimeter. Det förvaras på SHM.

## Inskriften
Translitterering av runraden:
...irb...
Normalisering till runsvenska:
...